# Isidore Egelmeers
Isidore Egelmeers (Terhagen, 12 juli 1929 – 22 november 2018) was een Belgisch politicus voor de BSP/SP.

## Levensloop
Egelmeers werd sociaal bemiddelaar. Van 1968 tot 1969 was hij kabinetssecretaris en van 1972 tot 1973 was hij adjunct-kabinetschef. Deze functies oefende hij uit bij minister van Arbeid en Tewerkstelling Louis Major.
Hij was politiek actief voor de BSP en was voor deze partij van 1959 tot 1970 voorzitter van de Commissie van Openbare Onderstand in Terhagen. Vervolgens was hij van 1971 tot 1976 burgemeester van de gemeente. Na de fusie met Rumst was hij daar van 1977 tot 1995 gemeenteraadslid.
Van 1977 tot 1991 zetelde hij eveneens in de Belgische Senaat: van 1977 tot 1990 als provinciaal senator voor de provincie Antwerpen en van 1990 tot 1991 als rechtstreeks verkozen senator in het arrondissement Antwerpen. In de Senaat was hij van 1981 tot 1985 en van 1988 tot 1991 quaestor en van 1985 tot 1988 ondervoorzitter.
In de periode mei 1977-oktober 1980 zetelde hij als gevolg van het toen bestaande dubbelmandaat ook in de Cultuurraad voor de Nederlandse Cultuurgemeenschap, die op 7 december 1971 werd geïnstalleerd. Vanaf 21 oktober 1980 tot november 1981 was hij tevens korte tijd lid van de Vlaamse Raad, de opvolger van de Cultuurraad en de voorloper van het huidige Vlaams Parlement. Ook van januari 1990 tot november 1991 was hij lid van de Vlaamse Raad.
Op 11 juni 1971 werd hij eveneens benoemd tot officier in de Orde van Leopold II en op 11 oktober 1985 tot officier in Leopoldsorde.